# Vitaly Yurchik
Vitaly Sergeyevich Yurchik (Brest (Bielorrússia), 17 de maio de 1983) é um jogador de polo aquático russo, medalhista olímpico.

## Carreira
Vitaly Yurchik fez parte do elenco medalha de bronze em Atenas 2004.